# Teinostoma pilsbryi
Teinostoma pilsbryi är en snäckart som beskrevs av Mcginty 1945. Teinostoma pilsbryi ingår i släktet Teinostoma och familjen Vitrinellidae. Inga underarter finns listade i Catalogue of Life.